# Irmãs de Nossa Senhora da Consolação
Irmãs de Nossa Senhora da Consolação é uma congregação religiosa católica feminina de direito pontifício, fundada por Santa María Rosa Molas em 1858 em Tortosa. As religiosas desta congregação são conhecidas como Irmãs da Consolação e pospõem a seus nomes as siglas: HNSC.

## História

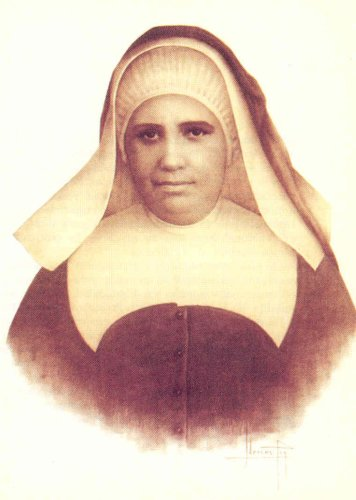
María Rosa Molas (1815-1876), fundadora.

María Rosa Molas pertenceu à Congregação das Irmãs da Caridade de Reus, uma das afiliações das Filhas da Caridade de São Vicente de Paulo. Ali desempenhou-se como enfermeira até sua translado em 1849 a Tortosa.
A 14 de março de 1857, sendo superiora da casa de Tortosa, María e suas companheiras separaram-se da central de Reus e formaram sua própria congregação religiosa. Em novembro de 1858 receberam o nome de Irmãs da Consolação. María Rosa converteu-se na primeira superiora geral e mudou seu nome pelo de Rosa Francisca María das Dores. A 6 de abril do mesmo ano receberam a aprovação diocesana.
A 2 de outubro de 1888, o Papa Pio IX aprovou o instituto, passando a ser desse modo uma congregação de direito pontifício. Suas constituições foram aprovadas definitivamente pela Santa Sé a 21 de janeiro de 1927.
A fundadora foi beatificada pelo Papa Paulo VI a 1 de maio de 1977 e canonizada por João Paulo II a 11 de dezembro de 1988.

## Atividades e presenças
As religiosas continuam trabalhando na educação, na saúde, na exclusão social; adaptando às necessidades da sociedade no século XXI.
Na atualidade (2011), a congregação conta com umas 637 religiosas e 91 casas, presentes em 17 países de quatro continentes: Espanha, Itália, Portugal e Eslováquia na Europa; Coreia do Sul, Filipinas e Birmânia na Ásia; Venezuela, Argentina, Equador, Brasil, Chile, México, Bolívia e Peru na América; Burkina Faso, Togo, Moçambique e Costa do Marfim na África. A cúria geral encontra-se em Roma e sua atual superiora geral é a religiosa espanhola Antonia Munuera.